# Мамайка
Мамайка — річка у Кропивницькому районі Кіровоградської області, ліва притока Інгулу (басен Південного Бугу).

## Опис
Довжина річки 13  км., похил річки — 4,2 м/км. Формується з декількох безіменних водойм. Площа басейну 54,6 км².

## Розташування
Мамайка бере початок в селі Рожнятівка. Тече на південний захід через село Червоний Кут. На південно-західній околиці села Підгайці впадає у річку Інгул, ліву притоку Південного Бугу.